# دو عروس برای سه برادر
دو عروس برای سه برادر فیلمی به کارگردانی و نویسندگی محمد عبدی محصول سال ۱۳۳۸ است.

## بازیگران
- شهین
- آفت
- محمدعلی سخی
- محمد عبدی
- کاظم تهرانچی
- عطایی (بازیگر)
- مهوش
- افضل‌الدین خزانه